# Argentina en la Copa Mundial de Rugby de 1991
La Selección de rugby de Argentina fue una de los 16 países participantes de la Copa Mundial de Rugby de 1991 que se realizó principalmente en Inglaterra.
En su segunda participación, los Pumas resultaron eliminados en la fase de grupos tras perder todos sus partidos. Es el peor rendimiento del seleccionado en la historia.

## Clasificación
Argentina clasificó al torneo luego de golear a sus pares americanos.

## Plantel
El capitán Pablo Garretón fue el único, en todas las convocatorias mundialistas, que no nació en Buenos Aires.
|                         | Jugador                | Edad    | Posición      | Tests | Equipo                      |
| ----------------------- | ---------------------- | ------- | ------------- | ----- | --------------------------- |
| Hookers y Pilares       |                        |         |               |       |                             |
|                         | Manuel Aguirre         | 22 años | Pilar         | ?     | Asociación Alumni           |
|                         | Mariano Bosch          | 29 años | Hooker        | ?     | Olivos Rugby Club           |
| 3                       | Diego Cash             | 30 años | Pilar         | ?     | San Isidro Club             |
| 2                       | Ricardo Le Fort        | 26 años | Hooker        | ?     | Tucumán Rugby Club          |
| 1                       | Federico Méndez        | 19 años | Pilar         | ?     | Mendoza Rugby Club          |
|                         | Luis Molina            | 31 años | Pilar         | ?     | Los Tarcos Rugby Club       |
| Segundas líneas         |                        |         |               |       |                             |
|                         | Pablo Buabse           | 28 años | Segunda línea | ?     | Los Tarcos Rugby Club       |
| 5                       | Germán Llanes          | 23 años | Segunda línea | ?     | La Plata Rugby Club         |
|                         | Mariano Lombardi       | 23 años | Segunda línea | ?     | Asociación Alumni           |
| 4                       | Pedro Sporleder        | 20 años | Segunda línea | ?     | Curupaytí Club de Rugby     |
|                         | Agustín Zanoni         | 24 años | Segunda línea | ?     | Club Pueyrredón             |
| Alas y Octavos          |                        |         |               |       |                             |
| 8                       | Mario Carreras         | 25 años | Octavo        | ?     | Olivos Rugby Club           |
| 6                       | Pablo Garretón         | 25 años | Ala           | ?     | Universitario de Tucumán    |
|                         | Francisco Irarrázaval  | 20 años | Ala           | ?     | Club Newman                 |
| 7                       | José Santamarina       | 28 años | Ala           | ?     | Tucumán Rugby Club          |
| Medio scrum             |                        |         |               |       |                             |
| 9                       | Gonzalo Camardón       | 20 años | Medio scrum   | ?     | Asociación Alumni           |
| Aperturas y Centros     |                        |         |               |       |                             |
|                         | Matías Allen           | 23 años | Centro        | ?     | Club Atlético de San Isidro |
| 10                      | Lisandro Arbizu        | 20 años | Apertura      | ?     | Belgrano Athletic Club      |
| 12                      | Hernán García Simón    | 26 años | Centro        | ?     | Pueyrredón Rugby Club       |
| 13                      | Eduardo Laborde        | 23 años | Centro        | ?     | Club Pucará                 |
|                         | Santiago Mesón         | 23 años | Apertura      | ?     | Tucumán Rugby Club          |
| Fullbacks y Wings       |                        |         |               |       |                             |
|                         | Guillermo Angaut       | 26 años | Fullback      | ?     | La Plata Rugby Club         |
| 11                      | Diego Cuesta Silva     | 28 años | Wing          | ?     | San Isidro Club             |
| 15                      | Guillermo del Castillo | 27 años | Fullback      | ?     | Jockey Club de Rosario      |
|                         | Gustavo Jorge          | 19 años | Wing          | ?     | Club Pucará                 |
| 14                      | Martín Terán           | 22 años | Wing          | ?     | Tucumán Rugby Club          |
| Entrenador: Luis Gradín |                        |         |               |       |                             |

## Participación
Argentina integró el Grupo C con la superpotencia de los Wallabies, la potencia de los Dragones rojos y la dura Samoa.

### Grupo C
| Equipo    | Gan. | Emp. | Perd. | A favor | En contra | Puntos |
| --------- | ---- | ---- | ----- | ------- | --------- | ------ |
| Australia | 3    | 0    | 0     | 79      | 25        | 9      |
| Samoa     | 2    | 0    | 1     | 54      | 34        | 7      |
| Gales     | 1    | 0    | 2     | 32      | 61        | 5      |
| Argentina | 0    | 0    | 3     | 38      | 83        | 3      |
| 4 de octubre | Argentina                                                           | 19 – 32 | Australia                                                       | Stradey Park, Llanelli,                                  |                                                          |
|              | Tries: Terán , Con: Del Castillo Pen: Del Castillo Drop: Arbizu (2) |         | Tries: , Campese , Horan Kearns Con: (3) Lynagh Pen: (2) Lynagh | Asistencia: 11.000 espectadores Árbitro(s): David Bishop | Asistencia: 11.000 espectadores Árbitro(s): David Bishop |

En el debut los Pumas cayeron frente a los Wallabies, fue el mayor puntaje en contra para Australia en todo el torneo.
| 9 de octubre | Gales                             | 16 – 7 | Argentina                             | Cardiff Arms Park, Cardiff,                               |                                                           |
|              | Tries: Arnold Pen: Ring (3) Rayer |        | Tries: García Simón Pen: Del Castillo | Asistencia: 35.000 espectadores Árbitro(s): René Hourquet | Asistencia: 35.000 espectadores Árbitro(s): René Hourquet |

| 13 de octubre | Argentina                                    | 12 – 35 | Samoa                                                        | Sardis Road, Pontypridd,                                                             |                                                                                      |
|               | Tries: Terán Con: Arbizu Pen: Laborde Arbizu |         | Tries: , Tagaloa , Lima Bunce Bachop Con: (4) Vaea Pen: Vaea | Asistencia: 8.500 espectadores Árbitro(s): Brian Anderson Remplazado por Jim Fleming | Asistencia: 8.500 espectadores Árbitro(s): Brian Anderson Remplazado por Jim Fleming |

## Legado
Fue uno de los planteles más federales pero así también el más joven y el que menos experiencia internacional tuvo, esto provocó el fracaso en el torneo.